# Stephen Collins

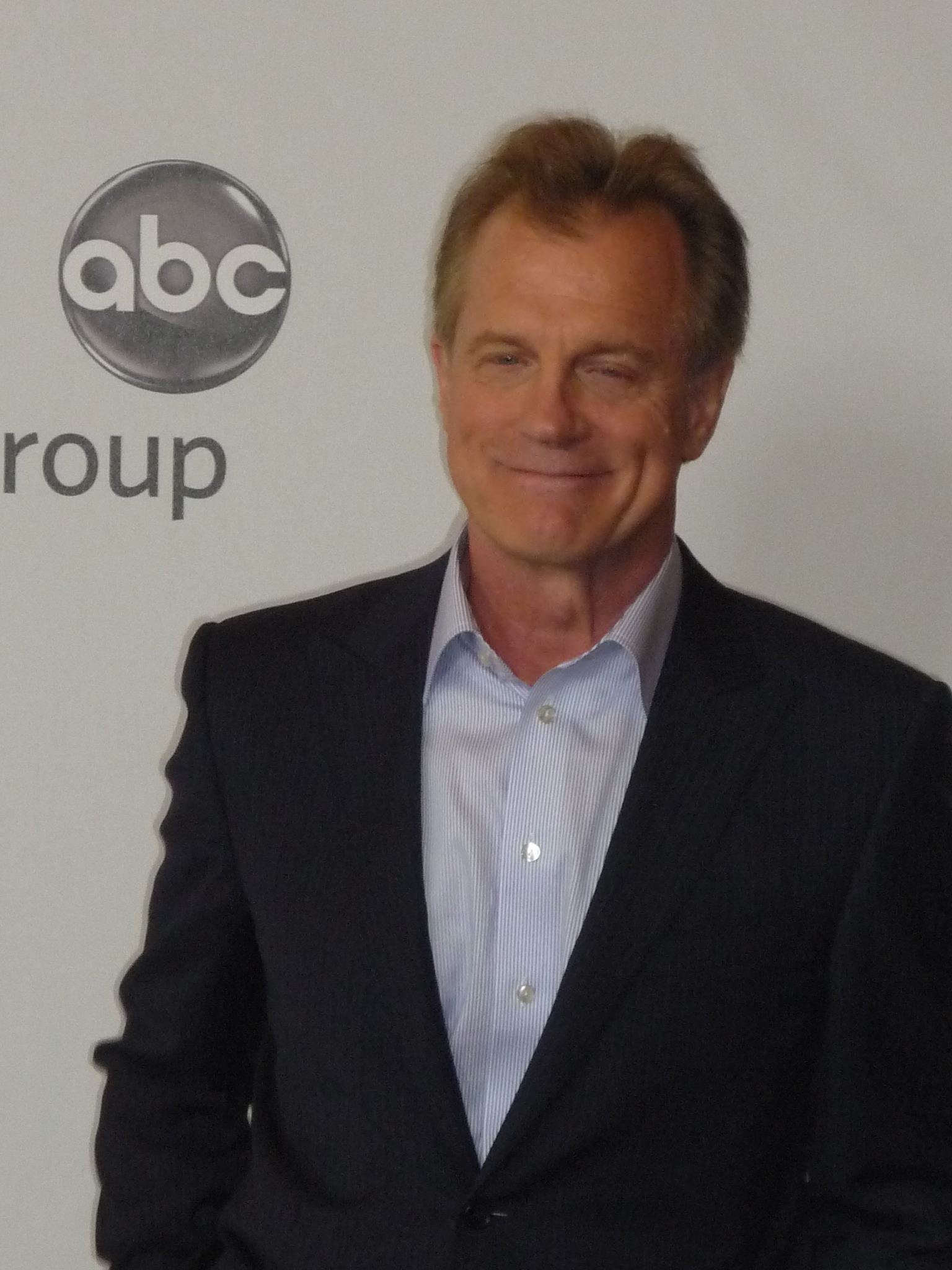
Stephen Collins (2010)

Stephen Weaver Collins (* 1. Oktober 1947 in Des Moines, Iowa) ist ein US-amerikanischer Schauspieler. Er wurde vor allem als Pastor Eric Camden in der Fernsehserie Eine himmlische Familie bekannt.

## Leben

### Frühes Leben und Theater
Stephen Collins wurde in Des Moines, Iowa, als Sohn von Cyrus und Madeline Collins geboren und verbrachte die ersten sechs Monate seines Lebens in Peru. Danach siedelten sich seine Eltern in Hastings-on-Hudson, New York an, wo er aufwuchs. Collins studierte an dem renommierten Liberal-Arts-College Amherst. Dort trat er in die Theatergruppe ein und sammelte so erste Erfahrungen als Schauspieler. Sein Debüt gab er in einer Aufführung von T. S. Eliots Stück Murder in the Cathedral. 1969 spielte Collins beim New York Shakespeare Festival die Rolle des Valentine in Was ihr wollt. Kurz darauf unterschrieb er in New York einen Vertrag als Schauspieler.

### Film und Fernsehen
Nachdem Collins Erfahrungen als Theaterschauspieler gesammelt hatte, stand er neben Burt Reynolds in der Serie Dan August zum ersten Mal vor der Kamera. Sein Spielfilmdebüt gab er 1976 in einer kleinen Rolle in Die Unbestechlichen neben Dustin Hoffman und Robert Redford. Es folgten Gastauftritte in Serien, beispielsweise in Die Waltons, und Spielfilmrollen, unter anderem in Billy Wilders Fedora (1978) als jüngere Version von William Holdens Hauptfigur und in Star Trek: Der Film (1979) als Captain/Commander Willard „Will“ Decker. 1978 war er für eine Rolle in der Serie Star Trek: Phase Two vorgesehen, die letztlich zu Gunsten des ersten Star-Trek-Kinofilms nicht realisiert wurde.
Von 1981 bis 1982 spielte Collins in Die Himmelhunde von Boragora als Jake Cutter erstmals eine dauerhafte Serienrolle. Es folgten Hauptrollen in den Serien Tattingers (1987–1988), Working it Out (1990–1991) und Ein Strauß Töchter (Sisters, 1995–1996). Weiterhin war Collins auch in zahlreichen Kino- und Fernsehfilmen zu sehen, etwa 1986 in Jumpin’ Jack Flash und 1996 in Der Club der Teufelinnen.
Von 1996 bis 2007 spielte Collins in der Familienserie Eine himmlische Familie die Hauptrolle des Reverend Eric Camden. Collins selbst führte bei drei Folgen der Serie Regie. Sein Regiedebüt gab er bereits 1992 mit dem Musical The Old Boy. Von 2010 bis 2011 spielte Collins in der US-Fernsehserie My Superhero Family die Rolle des Dr. Dayton King. Insgesamt umfasst das filmische Schaffen von Collins mehr als 70 Film- und Fernsehproduktionen bis 2014.

### Als Autor
Collins schrieb zwei Romane als Autor. Sein erster Roman, Eye Contact (1994) erreichte Bestsellerstatus, ein Erfolg, an den der Nachfolgeroman Double Exposure (1998) nicht anknüpfen konnte. 

### Privates und Missbrauchsskandal
Collins, der der Episkopalkirche der Vereinigten Staaten von Amerika angehört, war seit 1985 mit Faye Grant verheiratet, von der er sich im Jahr 2012 trennte. Die Scheidung erfolgte 2015.
Anfang Oktober 2014 wurden im Internet Tonbandaufnahmen veröffentlicht, auf denen ein Mann, bei dem es sich offenbar um Collins handelt, während einer Eheberatungssitzung sexuelle Belästigung gegenüber drei minderjährigen Mädchen eingesteht. Die Tonbandaufnahmen wurden von Collins’ Ehefrau Faye Grant während eines Therapiegespräches mitgeschnitten. Einen Missbrauchsfall, der im Jahr 1972 stattgefunden haben soll, hatte Grant bereits zuvor vor Gericht beeidet, bestritt jedoch, die Aufnahmen veröffentlicht zu haben. Als Reaktion auf die Veröffentlichung wurde Collins von der Besetzungsliste für den Film Ted 2 gestrichen. Zudem verzichtete ein US-amerikanischer Fernsehsender auf eine Wiederholung der Serie Eine himmlische Familie. Collins gestand im Dezember 2014 in einer schriftlichen Erklärung gegenüber der Zeitschrift People ein, „von 1973 bis 1994 habe es drei minderjährige Mädchen gegeben, mit denen er sexuellen Kontakt gehabt habe“.
Der Skandal um Collins beendete seine Hollywood-Karriere, zog allerdings aufgrund von Verjährungsfristen keine juristischen Konsequenzen nach sich. Inzwischen lebt er in der Kleinstadt Fairfield in Iowa und heiratete im Juli 2019 eine 40 Jahre jüngere Deutsche.

## Filmografie (Auswahl)

### Als Schauspieler
- 1974: The Michele Lee Show
- 1975: Die Waltons (The Waltons, Fernsehserie, Folge 4x11)
- 1975: Barnaby Jones (Fernsehserie, Folge 4x13)
- 1976: Die Unbestechlichen (All the President’s Men)
- 1976: Jigsaw John (Fernsehserie, Folge 1x07)
- 1976: Ach, du lieber Himmel (Good Heavens, Fernsehserie, Folge 1x09)
- 1976: Kleine Gangster – große Beute (Brinks: The Great Robbery)
- 1977: Zwischen den Fronten (The Rhinemann Exchange, Miniserie, 3 Folgen)
- 1978: Fedora
- 1978: Drei Engel für Charlie (Charlie’s Angels, Fernsehserie Folge 3x02 Ein Engel auf heißen Reifen)
- 1979: The Promise
- 1979: Star Trek: Der Film (Star Trek: The Motion Picture)
- 1980: The Henderson Monster
- 1980: Ein Walzer vor dem Frühstück (Loving Couples)
- 1981: Summer Solstice
- 1982: Inside the Third Reich
- 1982–1983: Die Himmelhunde von Boragora (Tales of the Gold Monkey, Fernsehserie, 22 Folgen)
- 1983: Die Polizei-Chiefs von Delano (Chiefs, Miniserie, 3 Folgen)
- 1984: Im Spiegel des Todes (Dark Mirror)
- 1984: Threesome
- 1985: Zum Teufel mit den Kohlen (Brewster’s Millions)
- 1985: Der Hitchhiker (The Hitchhiker, Folge 2x04)
- 1985: George Burns Comedy Week (Fernsehserie, Folge 1x06)
- 1986: Der einsame Kämpfer (Choke Canyon)
- 1986: Jumpin’ Jack Flash
- 1986: Des Lebens bittere Süße (Hold the Dream)
- 1987: Society (The Two Mrs. Grenvilles)
- 1988: Weekend War
- 1988–1989: Die Tattingers (Tattingers, Fernsehserie, 14 Folgen)
- 1989: The Big Picture
- 1990: Stella
- 1990: Nicht gleich beim ersten Mal (Working It Out, Fernsehserie, 13 Folgen)
- 1991: Das Schicksal der Jackie O. (A Woman Named Jackie, Miniserie, 3 Folgen)
- 1992: Bis daß ein Mord uns scheidet (A Woman Scorned: The Betty Broderick Story)
- 1992: My New Gun
- 1992: Bis dass ein Mord uns scheidet (Her Final Fury: Betty Broderick, the Last Chapter)
- 1993: Bin ich eine Mörderin? (The Disappearance of Nora)
- 1993: Was bleibt, ist die Erinnerung (Remember)
- 1994: Scarlett (Miniserie, 2 Folgen)
- 1995: Blutiges Familiengeheimnis (A Family Divided)
- 1995–1996: Ein Strauß Töchter (Sisters, Fernsehserie, 16 Folgen)
- 1996: Ivana Trump: Liebe kann man nicht kaufen (For Love Alone: The Ivana Trump Story)
- 1996: Teuflische Versuchung (The Babysitter’s Seduction)
- 1996: On Seventh Avenue
- 1996: Der Club der Teufelinnen (The First Wives Club)
- 1996: Eine Familie zum Verlieben (An Unexpected Family)
- 1996–2007: Eine himmlische Familie (7th Heaven, Fernsehserie, 242 Folgen)
- 1998: Game of Life (An Unexpected Life)
- 1999: Drive Me Crazy
- 1999: Batman of the Future (Batman Beyond, Zeichentrickserie, Folge 2x02, Stimme)
- 1999: Tödlicher Countdown (As Time Runs Out)
- 2003: The Commission
- 2006: Blood Diamond
- 2006–2007: It’s Always Sunny in Philadelphia (Fernsehserie, 2 Folgen)
- 2007: Von Frau zu Frau (Because I Said So)
- 2008: Every Second Counts
- 2008: Law & Order: Special Victims Unit (Fernsehserie, Folge 9x18)
- 2009, 2011: Private Practice (Fernsehserie, 4 Folgen)
- 2010: Brothers & Sisters (Fernsehserie, Folge 5x04)
- 2010–2011: My Superhero Family (No Ordinary Family, Fernsehserie, 16 Folgen)
- 2011: Das Büro (The Office, Fernsehserie, Folge 8x04)
- 2012: Die Stooges – Drei Vollpfosten drehen ab (The Three Stooges)
- 2012: Scandal (Fernsehserie, Folge 2x08)
- 2013: Falling Skies (Fernsehserie, 2 Folgen)
- 2013: The Fosters (Fernsehserie, Folge 1x10)
- 2013: Devious Maids – Schmutzige Geheimnisse (Devious Maids, Fernsehserie, 6 Folgen)
- 2013–2014: Revolution (Fernsehserie, 17 Folgen)
- 2014: Avengers – Gemeinsam unbesiegbar! (Marvel’s Avengers Assemble, Fernsehserie, Folge 2x02)

### Als Regisseur
- 1998–2002: Eine himmlische Familie (7th Heaven, 3 Folgen)

### Soundtrack
- 1999–2003 Eine himmlische Familie (7th Heaven, Fernsehserie, 4 Folgen)

## Bücher
- 1994: Eye Contact
- 1998: Double Exposure